# Світлорозподіл

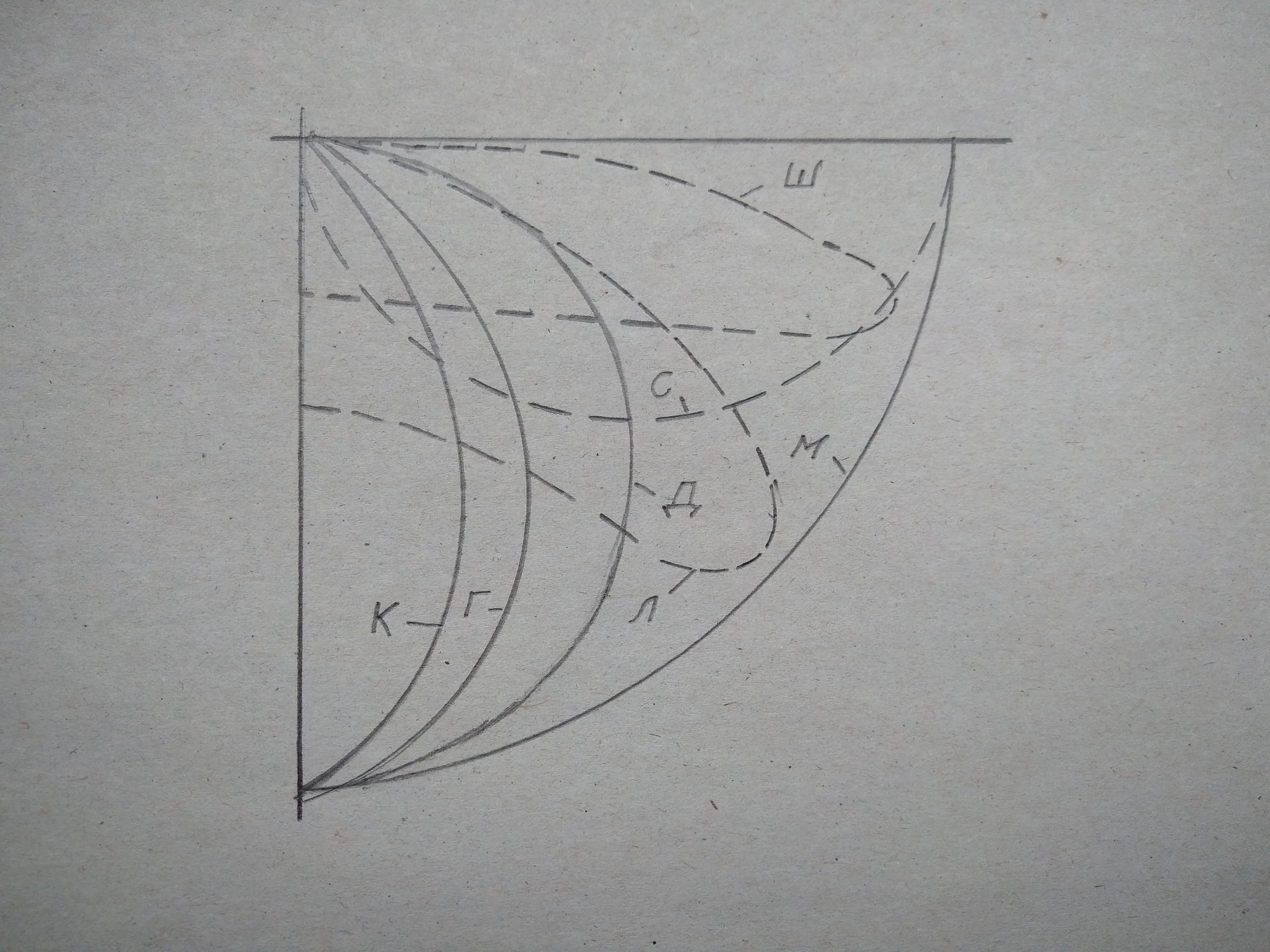
Типові форми кривих сили світла за ГОСТ 13828-68: К-концентрована, Г-глибока, Д-косинусна, Л-напівширока, Ш-широка, М-рівномірна, С-синусна

Світлорозподіл світильника — особливість світлового приладу, яка визначає розподіл його світлового потоку у просторі. Крива світлорозподілу у полярних і прямокутних координатах показує графічно, яку величину має сила світла штучного джерела (або освітлювального приладу) у різних напрямках. Форма тіла розжарення або розташування світлодіодів чи світлодіодних матриць, водночас значною мірою визначає собою криву світло-розподілення власне лампи розжарення та світлодіодної лампи світильника чи прожектора. Дуже велике значення також, має улаштування світильника, розташування лампи чи іншого джерела світла, відносно відбивача, наявність лінз.
Для прикладу, у світлосигнальних приладах, для аеродромних вогнів, що мають порівняно вузьку криву світлорозподілу, використовуються як відбивачі, так і дискові лінзи (діоптрії), а також складені з них оптичні системи. Для потреб водного транспорту було розроблено та впроваджено для застосування, дзеркальні відбивачі параболо-кругового профілю та дискові лінзи. Майже усі світильники зовнішнього освітлення, у яких використовується дзеркальний відбивач або призматична лінза, мають широку або напів-широку криву світлорозподілу. Особливістю світлосигнальних приладів з секторними вогнями, є відсутність симетрії у їхньому світло-розподіленні. Здебільшого, такі прилади повинні створювати два сплески сили світла. У світлосигнальних приладах, які мають круговий світлорозподіл, за обмежених кутів розсіяння у вертикальній площині, оптичні осі приладу переважно, можуть спрямовуватися лише у напрямку обрію.
Вибір потрібних видів та показників світлосигнальних приладів, проводиться за отриманими розрахунками кривих світлорозподілу. До того ж, тип джерела світла і оптичної системи приладу, світлові показники кожного з них, обираються з урахуванням їхнього узгодження одне з одним.